# 維奇角
維奇角（英語：Veitch Point），是南極洲的海岬，位於南奧克尼群島，處於蒙羅島東北端，在1933年由英國的研究隊繪入地圖，該海岬現時由南極條約體系管理。